# Permaisuri Siti Aishah Abdul Rahman
Permaisuri Siti Aishah Abdul Rahman (Kuala Lumpur, 18 novembre 1971) è stata Tengku Permaisuri di Selangor dal 1998 al 2001 e Raja Permaisuri Agong della Malaysia dal 1999 al 2001.

## Primi anni di vita
Siti Aishah è nata e cresciuta a Kuala Lumpur, dove ha ricevuto la sua prima educazione presso la scuola primaria di Gurney Jalan per poi potenziare i suoi studi nel settore bancario nel campus dell'Università della Tecnologia MARA di Kota Bharu nel Kelantan.

## Matrimonio
Avendo sposato il sultano Salahuddin di Selangor il 3 maggio 1990, è stata nominata Che Puan Besar di Selangor. Il 28 ottobre 1998, è diventata Tengku Permaisuri di Selangor con il titolo di Duli Yang Maha Mulia Tengku Permaisuri Selangor, Tengku Permaisuri Siti Aishah.
Dal 26 aprile 1999 alla morte del marito, avvenuta il 21 novembre 2001, è stata Raja Permaisuri Agong, seconda donna di origini non reali ad assumere il titolo.

## Vedovanza
Tuanku Siti Aishah è tornata al centro dell'attenzione del pubblico in occasione del Capodanno del 2006 per il fatto che, in un'intervista esclusiva al tabloid The Star, è stata erroneamente indicata con il titolo di Tuanku Siti Aishah che le apparteneva quando era in vita il consorte. Il Consiglio della Corte Reale di Selangor ha subito risposto che la consorte del defunto sultano di Selangor dovrebbe invece essere indicata come Yang Amat Mulia (più o meno equivalente a Sua Altezza Eccelsa) Permaisuri Siti Aishah. Il titolo onorifico di Yang Amat Mulia le derivava dal fatto di essere stata insignita dell'Ordine Famiglia Reale di Selangor dal defunto marito.
Nell'intervista, ha parlato della sua vita dopo la morte del sovrano (che lei affettuosamente chiamava Almarhum), di come ha affrontato la sua morte con l'amore e il sostegno della sua famiglia, con l'affetto dei suoi nipoti Abdul Aziz e Abdul Azim, del suo ruolo come ex regina di Malesia, del suo rapporto con il compianto re e della sua speranza di trovare l'amore e sposarsi nuovamente con la benedizione dei suoi genitori.
Siti Aishah è anche patrona di UiTM Alumni, dell'Associazione delle donne di Selangor, dell'Associazione delle guide di Selangor, della Società Jantung Hatiku e dell'Associazione delle guide di Malesia.